# 14843 Tanna
14843 Tanna este un asteroid din centura principală de asteroizi.

## Descriere
14843 Tanna este un asteroid din centura principală de asteroizi. A fost descoperit pe 12 noiembrie 1988 la Gekko de Yoshiaki Ōshima. Asteroidul prezintă o orbită caracterizată de o semiaxă mare de 2,23 ua, o excentricitate de 0,12 și o înclinație de 6,1° în raport cu ecliptica.